# 维洛讷尔
维洛讷尔（法語：Vilhonneur，法語發音：[vilɔnœʁ]）是法国夏朗德省的一个旧市镇，属于昂古莱姆区。该旧市镇总面积9.36平方公里，2009年时的人口为413人。

## 人口
维洛讷尔人口变化图示